# ريان كوين
ريان كوين (بالإنجليزية: Ryan Quinn) هو فنان قتال مختلط أمريكي، ولد في 22 يناير 1987 في ذا برونكس في الولايات المتحدة.

## وصلات خارجية
- ريان كوين على موقع بيلاتور (الإنجليزية)
- ريان كوين على موقع شيردوغ (الإنجليزية)